# ARM Cortex-A725
Az ARM Cortex-A725 egy Arm Holdings által tervezett CPU mag modell, amelyet 2024-ben mutattak be. Az ARM Cortex-A720 utódjaként szolgál, az Arm ‘2024 Client Compute Subsystem’ (2024 CSS) rendszerének része. A Cortex-A700 CPU-magok sorozata a kiegyensúlyozott teljesítményre és hatékonyságra összpontosít, és a CPU-mag a család más magjaival párosítható, mint például a nagy teljesítményű ARM Cortex-X925-tel és az energiatakarékos ARM Cortex-A520-szal, egy CPU-klaszterben. Használható mind „big”, mind „LITTLE” szerepben.

## Architekturális változások az ARM Cortex-A720-hoz képest
Forrás:
- 25% javulás a hatékonyságban (az elődjéhez képest)
- 12%-os csúcsteljesítmény-javulás
- 20% javulás az L3 gyorsítótár forgalomban
- az L2 gyorsítótár mérete kétszeresére nőtt
- Továbbfejlesztett DSU-120 (a DSU a DynamIQ Shared Unit rövidítése, amelynek a CPU-klaszterek felépítésében van fontos szerepe; egy L3 gyorsítótárat ad a klaszterhez és biztosítja annak koherenciáját, emellett vezérli a klaszterbe szervezett magokat, például ki-be kapcsolhatja azokat, energiaellátásukat és órajelüket változtathatja, és figyeli a terheléskiosztást.)

## Alkalmazása
- MediaTek – Dimensity 8400[4]
- Samsung – Exynos 2500[5]

## Fordítás
Ez a szócikk részben vagy egészben  az   ARM Cortex-A725 című angol Wikipédia-szócikk ezen változatának fordításán alapul.  Az eredeti cikk szerkesztőit annak laptörténete sorolja fel. Ez a jelzés csupán a megfogalmazás eredetét és a szerzői jogokat jelzi, nem szolgál a cikkben szereplő információk forrásmegjelöléseként.